# Federazione calcistica di Porto Rico
La Federazione calcistica di Porto Rico, ufficialmente Federación Puertorriqueña de Fútbol (in spagnolo) / Puerto Rican Football Federation (in inglese), fondata nel 1940, è il massimo organo amministrativo del calcio in Porto Rico. Affiliata alla FIFA e alla CONCACAF dal 1960, essa è responsabile della gestione del campionato di calcio e della nazionale di calcio dell'isola.